# Romanus Bange
Romanus Bange OFM (* 3. Januar 1880 in Bochum; † 21. Juli 1941 ebenda) war deutscher Franziskaner und römisch-katholischer Priester.

## Leben

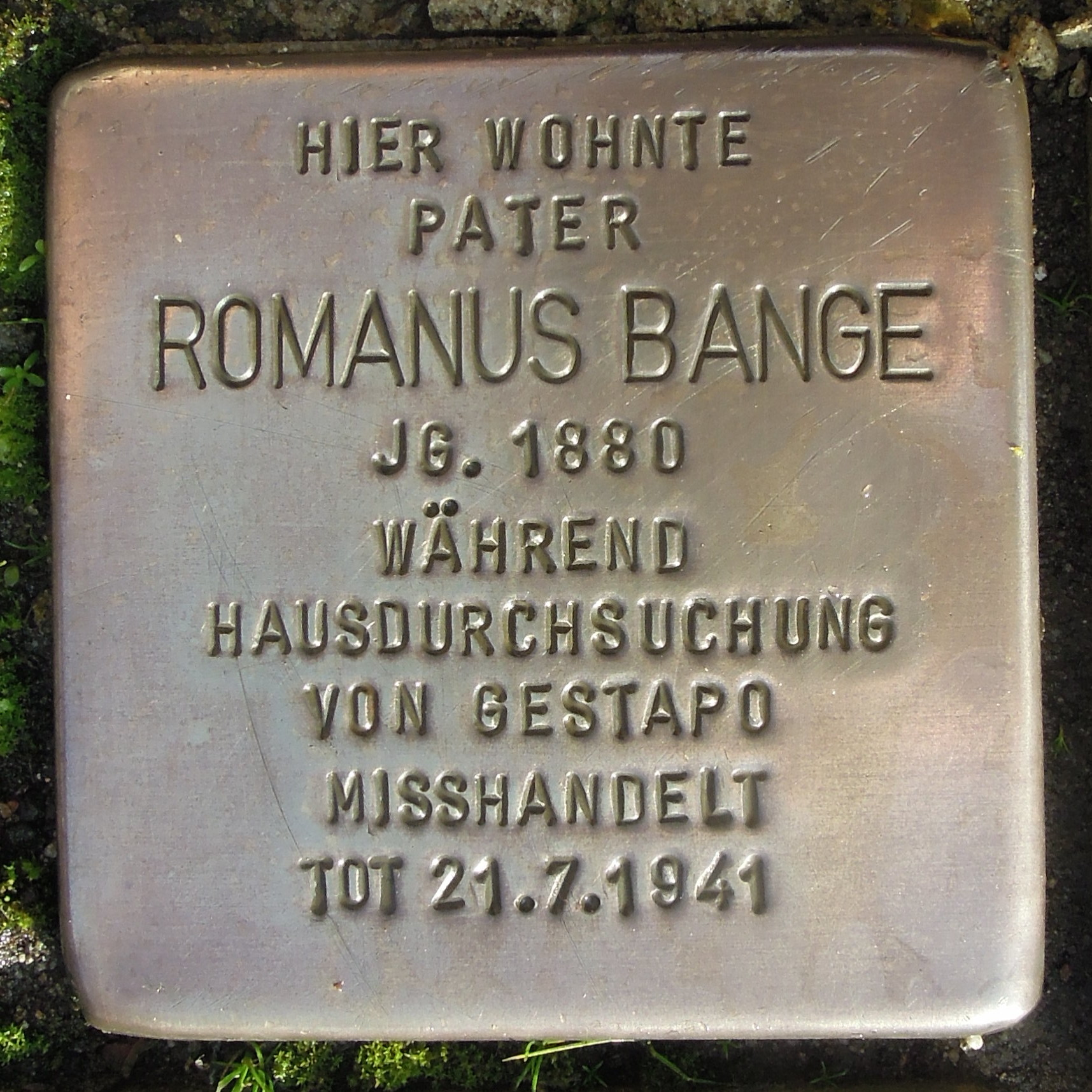
Stolperstein für Romanus Bange vor der Christ-König-Kirche in Bochum.

Romanus Bange wurde am 25. August 1897 in Warendorf in die Sächsische Provinz des Franziskanerordens aufgenommen. Am 22. März 1907 wurde er in Paderborn zum Priester geweiht.

## Wirken
Pater Romanus war ein großer Redner und ein wortgewandter Prediger. Am 20. Mai 1907 sprach er vor 2000 Gläubigen auf dem Heiligenberg bei Ovenhausen im Dekanat Corvey. Sowohl vor dem Volksverein für das katholische Deutschland in Warburg als auch bei der Marienwallfahrt nach Verne (Westfalen) gelang es ihm, überzeugend und mitreißend zu sprechen. 1909 kam Romanus zunächst nach Attendorn, später nach Werl ins Provinzialhaus. Am 7. August 1910 wurde er erstmals von Erzbischof Karl Joseph Schulte zum Domprediger von Paderborn berufen.
Im Ersten Weltkrieg war Romanus als Krankenpfleger und Seelsorger in der Malteser-Organisation tätig.
Im August 1918 trat er sein Amt als Domprediger in Paderborn wieder an. Gleichzeitig war er Vikar des Franziskanerkonvents. Am 17. September 1932 wurde Romanus Bange von Erzbischof Caspar Klein zum ersten Pfarrer der neuen Pfarrgemeinde Christ-König in Bochum eingesetzt.
In der Zeit des Nationalsozialismus verteidigte Romanus mutig die Kirche gegen Verleumdungen und Verdächtigungen. Im Advent 1937 wurde er erstmals denunziert und eine Woche inhaftiert. Seine Herzbeschwerden verstärkten sich. Am 21. Juli 1941 besetzte die Gestapo das Kloster in Bochum. Kurze Zeit später erlag Pater Romanus seinem Herzleiden. Seine Beerdigung wurde zu einer eindrucksvollen Massenkundgebung gegen das Regime der Nationalsozialisten. Über 6000 Menschen nahmen an den Trauerfeierlichkeiten auf dem Kirchplatz und bei der Bestattung auf dem Bochumer Hauptfriedhof am Freigrafendamm teil. Die Predigt wurde von Gläubigen als das posthume Wirken des Pater Romanus bezeichnet.
Ab 1920 war er Mitglied der katholischen Studentenverbindung KDStV Hercynia Freiburg im Breisgau.

## Ehrungen
Am 27. Juni 1947 wurde ein Platz im Bochumer Stadtteil Wiemelhausen nach Romanus Bange in Romanusplatz umbenannt. Am 2. November 2007 wurde ihm zu Ehren vom Künstler Gunter Demnig ein Stolperstein vor der Christ-König-Kirche in Bochum verlegt.